# Municipio de Addison (Ohio)
El municipio de Addison (en inglés: Addison Township) es un municipio ubicado en el condado de Gallia en el estado estadounidense de Ohio. En el año 2010 tenía una población de 2197 habitantes y una densidad poblacional de 30,77 personas por km².

## Geografía
El municipio de Addison se encuentra ubicado en las coordenadas 38°53′10″N 82°10′13″O / 38.88611, -82.17028. Según la Oficina del Censo de los Estados Unidos, el municipio tiene una superficie total de 71.4 km², de la cual 69,5 km² corresponden a tierra firme y (2,66 %) 1,9 km² es agua.

## Demografía
Según el censo de 2010, había 2197 personas residiendo en el municipio de Addison. La densidad de población era de 30,77 hab./km². De los 2197 habitantes, el municipio de Addison estaba compuesto por el 96,95 % blancos, el 1,05 % eran afroamericanos, el 0,32 % eran amerindios, el 0,32 % eran asiáticos, el 0,05 % eran de otras razas y el 1,32 % eran de una mezcla de razas. Del total de la población el 1,23 % eran hispanos o latinos de cualquier raza.